# Dmitrii Zincenco
Dmitrii Zincenco (27 de agosto de 2000) es un deportista moldavo que compite en remo.
Ganó dos medallas de bronce en el Campeonato Mundial de Remo, en los años 2023 y 2024, y tres medallas de bronce en el Campeonato Europeo de Remo entre los años 2021 y 2025.

## Palmarés internacional
| Campeonato Mundial | Campeonato Mundial      | Campeonato Mundial | Campeonato Mundial     |
| Año                | Lugar                   | Medalla            | Prueba                 |
| ------------------ | ----------------------- | ------------------ | ---------------------- |
| 2023               | Belgrado (Serbia)       | Medalla de bronce  | Dos sin timonel ligero |
| 2024               | St. Catharines (Canadá) | Medalla de bronce  | Dos sin timonel ligero |
| Campeonato Europeo |                         |                    |                        |
| Año                | Lugar                   | Medalla            | Prueba                 |
| 2021               | Varese (Italia)         | Medalla de bronce  | Dos sin timonel ligero |
| 2024               | Szeged (Hungría)        | Medalla de bronce  | Dos sin timonel ligero |
| 2025               | Plovdiv (Bulgaria)      | Medalla de bronce  | Dos sin timonel ligero |